# جيرت هامينك
جيرت هامينك (بالهولندية: Geert Hammink) مواليد 12 يوليو 1969 في هولندا، هو لاعب كرة سلة هولندي معتزل. بدأ مسيرته الاحترافية في سنة 1993. تم اختياره من قبل فريق أورلاندو ماجيك خلال الدرافت. حمل الرقم 43. يبلغ طوله 7 قدم 0 بوصة (2.1 م). لعب كرة السلة الجامعية في جامعة ولاية لويزيانا. اعتزل اللعب في 2004.

## المسيرة الاحترافية
لعب مع بالاكانسترو كانتو في الدوري الإيطالي في موسم 1993–1994، ثم لعب مع أورلاندو ماجيك من سنة 1993 إلى 1996، ثم لعب مع غولدن ستايت ووريورز في سنة 1996، ثم لعب مع نادي بانيونيس لكرة السلة في موسم 1996–1997، ثم لعب مع ألبا برلين في الدوري الألماني من سنة 1997 إلى 2000، ثم لعب مع نادي إيه إي كي لكرة السلة في موسم 2000–2001.

## الإنجازات
مع النادي:
- الدوري الألماني لكرة السلة (3): 1998، 1999، 2000

## روابط خارجية
- جيرت هامينك على موقع IMDb (الإنجليزية)
- جيرت هامينك على موقع الاتحاد الدولي لكرة السلة (الإنجليزية)
- جيرت هامينك على موقع إن بي أي (الإنجليزية)
- جيرت هامينك على موقع سبورتس رفرنس (الإنجليزية)
- جيرت هامينك على موقع كرة السلة الأوروبية.كوم (الإنجليزية)
- جيرت هامينك على موقع كلية كرة السلة في سبورتس رفرنس.كوم (الإنجليزية)
- جيرت هامينك على موقع ريلجم (الإنجليزية)
- جيرت هامينك على موقع بروبوليرز (الإنجليزية)
- جيرت هامينك على موقع سبورتس رفرنس (الإنجليزية)